# 잔 가스토네 데 메디치

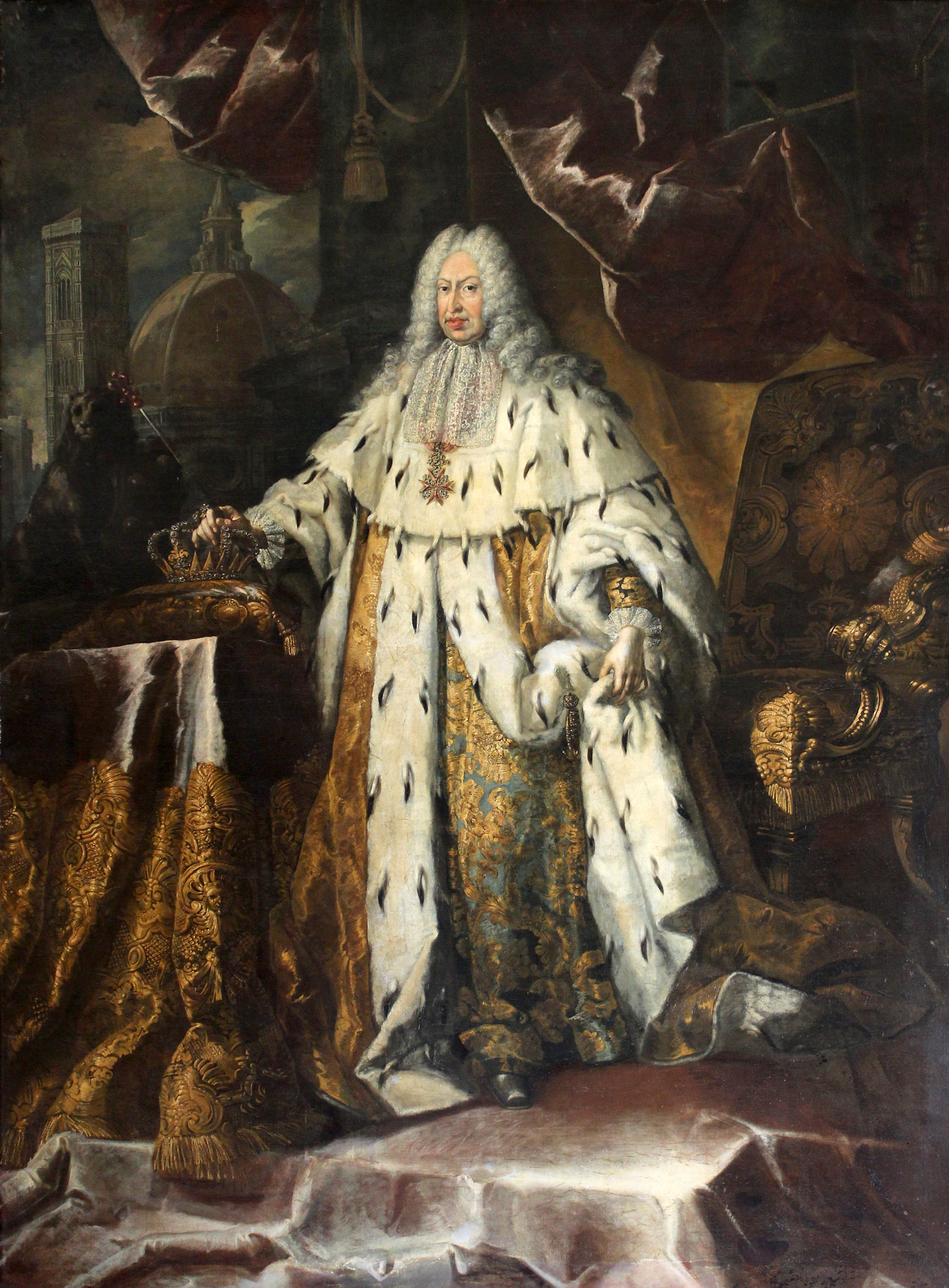
잔 가스토네 데 메디치

잔 가스토네 데 메디치(Gian Gastone de' Medici, 1671년 5월 24일 ~ 1737년 7월 9일)는 토스카나 대공국의 마지막 군주(재위: 1723년 ~ 1737년)이다.

## 생애
잔 가스토네는 토스카나 대공 코시모 3세와 마르가리타 루이자 사이에서 차남으로 태어났다. 어머니 마르가리타 루이자는 남편과 사이가 좋지 않았고 막내였던 잔 가스토네가 네 살 되던 해에 친정인 프랑스로 돌아가버렸기 때문에 그는 어머니의 보살핌을 받지 못한 채 무관심 속에서 자랐다. 그의 아내는 작센-라우엔부르크 공녀로 팔라틴 백작 미망인이었던 안나 마리아였다. 잔 가스토네는 볼품없는 외모에 매력도 없고 사냥과 승마만이 취미인 아내를 싫어했다.
당시 토스카나 대공위는 형 페르디난도 데 메디치가 이을 것으로 사료됐으나 페르디난도는 후계자를 두지 못한 채 요절했다. 코시모 3세는 잔 가스토네에게도 자식이 없는 것을 우려해 팔츠 선제후에게 시집간 딸 안나 마리아를 대공국의 계승자로 만들기 위해 노력했으나 황제는 이를 들어주지 않았다. 이 무렵 잔 가스토네는 건강도 좋지 않았다. 1728년 12월 피렌체를 방문한 몽테스키외는 잔 가스토네에 대해서 "그는 좋은 머리를 타고난 훌륭한 세자이지만 상당히 게으르고 다소 술에 중독되어 있다."고 말했다.
결국 잔 가스토네는 쉰을 넘긴 나이에 아버지의 뒤를 이어 제7대 토스카나 대공으로 즉위했고 그가 대공이 된 시점에서 토스카나 대공국은 이미 국고가 바닥나는 등 쇠퇴의 길을 걷고 있었다. 잔 가스토네는 정치 문제에는 관심이 없었으나 아버지가 정한 엄격한 법률을 폐지하고 과세 부담을 줄이는 등 대공국을 전대에 비해 자유로운 분위기로 통치했다. 그러나 대공국의 상황은 더 이상 나아지지 않았고 잔 가스토네는 무절제한 생활에 빠진 채 말년을 보냈다. 1737년 잔 가스토네의 사망으로 대공가는 단절되었고, 토스카나 대공국은 합스부르크의 영토가 되었다.